# Атанас Костов (ВДРО)
Атанас Костов е български революционер, деен участник в борбата за освобождение на Добруджа.

## Биография
Роден е в Балчик през 1896 г и починал след 1942. Във Варна живял на ул. Опълченска №23. Запасен офицер, комисионер.
Запасен офицер, комисионер. Атанас Костов е председател на дружество „Добруджа“, Варна, член на ВДРО.

## Семейство
Майка му се казва Марина. Има две сестри: Марийка и Стефка Костова починала на 18.01.1926 във Варна както и зет Павел. Атанас Костов е женен за Мара Димитрова Кенкова през 1929. Баща й е помощник-кмет на Варна към 6.09.1933г.

## Дейност
Бил е общински съветник с гласовете на добруджанците във Варна.
През 1924 е председател на добруджанското дружество във Варна. Председател е на ОК на ВДРО във Варна преди и след 1926г. Дългогодишен ръководител в добруджанското дружество във Варна и член на ВДСС 1924-1934. На 16 август 1926 г. е интерниран в София заради дейността си.
Влиза в открит конфликт с Иван Даракчиев от БКП, който се опитва отвътре да превземе ВДРО и открито саботира проявите и дейността на организацията. Атанас Костов осигурява финансиране на четата на Стайко Колев и на групата на Рашко Чорбаджиев. Избиран за член на Върховния Добруджански съюзен съвет.
Атанас Костов осигурява заснемането на филм за проведения във Варна конгрес на Съюз Добруджа през 1930г
За заслуги към Родината е предложен от Иван Хаджииванов за награда с народна пенсия и орден.